# 2K15 Schmel
Die 2K15 Schmel (russisch 2К15 Шмель, NATO-Codename AT-1 Snapper) ist eine Panzerabwehrlenkwaffe aus sowjetischer Produktion. Der GRAU-Index des gesamten Waffensystems lautet 2K15, der der Lenkraketen 3M6. Zusätzlich trägt das Waffensystem die Bezeichnung Schmel (russisch Шмель Hummel). Das Waffensystem wurde vom Konstruktionsbüro Maschinenbau unter Boris Iwanowitsch Schawyrin entwickelt. Es wurde 1960 in der Sowjetarmee eingeführt, 1963 zum ersten Mal öffentlich vorgeführt und in der Sowjetunion etwa bis Mitte der 1970er Jahre verwendet. Schon 1964 wurde der Nachfolger 2K8 Falanga entwickelt.

## Technik
Der Komplex 2K15 ist stark von der französischen Panzerabwehrlenkwaffe SS.10 inspiriert, ist aber deutlich größer. Die 3M6 ist eine drahtgelenkte Rakete, die manuell mit einem Joystick ins Ziel gesteuert wird. Sie wird durch einen Feststoffmotor angetrieben. Das Gewicht ist mit 24 kg zu groß, um von Soldaten getragen zu werden. Die Lenkwaffe wird daher auf Fahrzeugen montiert ins Gefecht gebracht. Der 3N13-Gefechtskopf enthält eine 5,4 kg schwere Hohlladung die 350 mm Panzerstahl durchschlagen kann. Der Lenkflugkörper ist drallstabilisiert, kleine Störklappen sorgen für die benötigten Lenkimpulse (siehe Geschossstabilisierung#Lenkung).
Es gab zwei Waffenplattformen; 2P26 mit Geländewagen GAZ-69 und 2P27 mit Spähpanzerwagen BRDM-1. Beim 2P26 war die Abschussvorrichtung für vier Lenkflugkörper auf der hinteren Ladefläche montiert. Während der Fahrt waren die Lenkflugkörper vertikal aufgestellt; die gesamte Abschussvorrichtung war mit einer Plane bedeckt, was dem Fahrzeug das Aussehen eines Kinderwagens verlieh. Um die Feuerbereitschaft sicherzustellen, musste die Plane heruntergerollt und die Abschussvorrichtung horizontal gedreht werden. Der Schütze konnte die Waffe aus dem Führerhaus oder mit einer kabelgebundenen Fernbedienung in der Nähe des Fahrzeugs starten. Da der GAZ-69 ein relativ kleines Fahrzeug ist, wurden keine Reserveflugkörper mitgeführt. 2P26 war sehr kostengünstig, bot allerdings keinerlei Panzerung, deshalb wurde die Spähpanzerwagenvariante 2P27 entwickelt. Dort gab es im hinteren Bereich des Fahrzeugs eine Abschussvorrichtung für drei Lenkflugkörper. Die Abschussvorrichtung war mit einer gepanzerten Abdeckung bedeckt, bis das Waffensystem einsatzbereit gemacht wurde. Die Abschussvorrichtung musste dafür aus dem gepanzerten Bereich hochgefahren werden. Beim 2P26 war auch eine Fernbedienung möglich, jedoch wurde in der Regel davon kein Gebrauch gemacht.

## Verbreitung
Der Lenkwaffenkomplex wurde neben der sowjetischen Armee auch von den Armeen des Warschauer Vertrages, darunter Bulgarien, Tschechoslowakei, die DDR, Ungarn, Polen und Rumänien genutzt und zudem nach Afghanistan, Kuba, Ägypten, Jugoslawien, Mongolei und Syrien exportiert. Es wird zudem angenommen, dass die Panzerabwehrlenkwaffe seit den 1970er Jahren auch in Nordkorea hergestellt wurde.
Der erste Kampfeinsatz erfolgte 1967 im Sechstagekrieg auf Seite der ägyptischen Armee auf 2P26-Waffenplattformen. Nur wenige kamen tatsächlich zum Einsatz; es wurde nur ein Abschuss eines israelischen Panzers bekannt. In diesem Konflikt betrug die Trefferwahrscheinlichkeit unter 25 %, was der komplizierten manuellen Steuerung geschuldet war.